# Ducado de Seo de Urgel

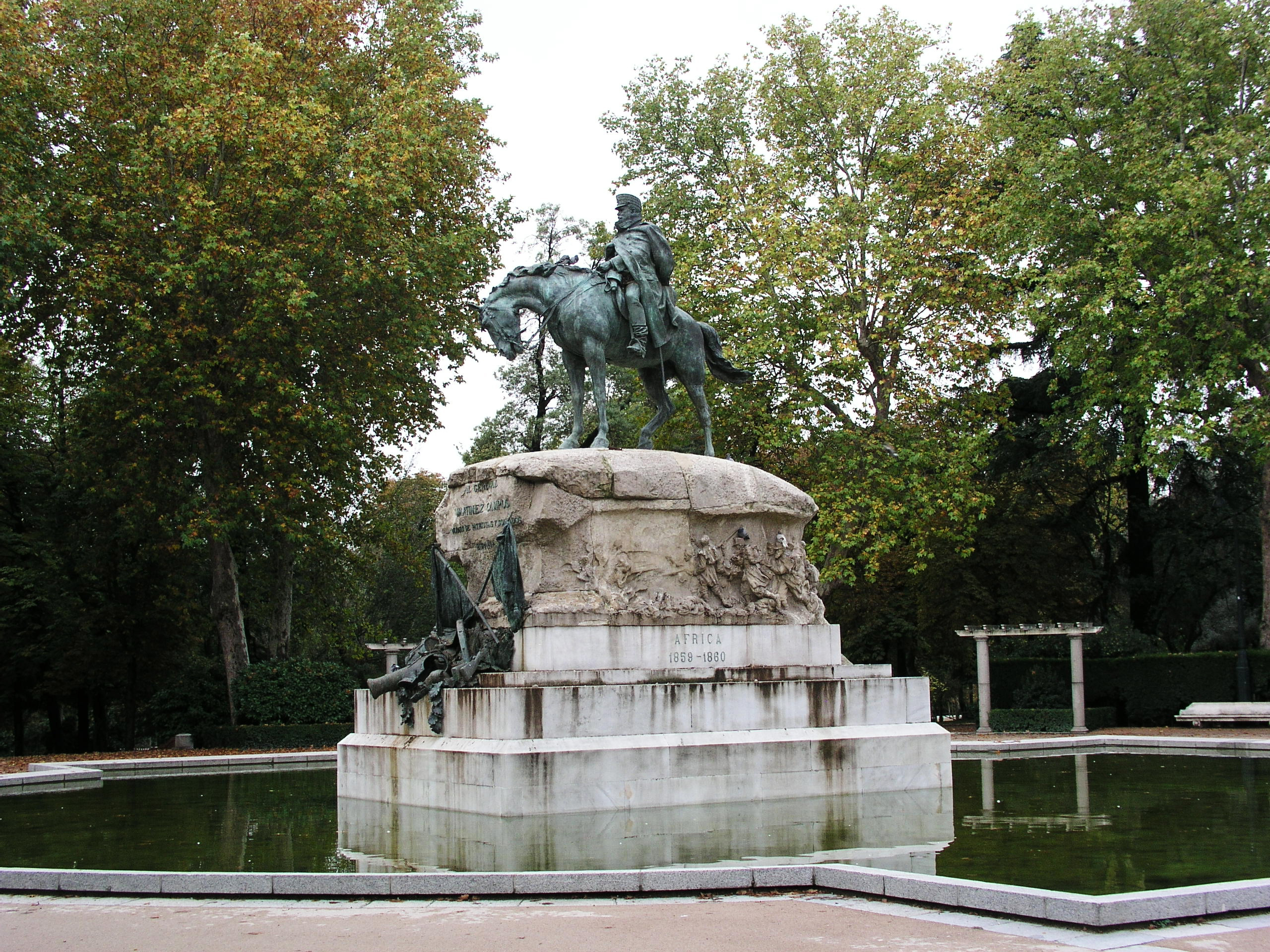
Monumento a Arsenio Martínez-Campos en el parque del Retiro, Madrid.

El ducado de Seo de Urgel es un título nobiliario creado el 26 de octubre de 1891 por el rey Alfonso XIII, durante la regencia de María Cristina de Habsburgo-Lorena, a favor del senador vitalicio, Ramón Martínez de Campos y Rivera, en reconocimiento de los méritos de su padre Arsenio Martínez-Campos, que con su pronunciamiento en Sagunto y el respaldo del gobierno y de la nación entera, propició el regreso de la monarquía a España, con el advenimiento de Alfonso XII como legítimo rey.
Ramón Martínez de Campos y Rivera, era hijo de Arsenio Martínez de Campos y Antón y de María de los Ángeles Rivera y Olavide, i marquesa de Martínez de Campos.
Su denominación hace referencia a la localidad de Seo de Urgel, (oficialmente, en catalán, la Seu d'Urgell), provincia de Lérida.

## Duques de Seo de Urgel
|                           | Titular                                               | Periodo                   |
| Creación por Alfonso XIII | Creación por Alfonso XIII                             | Creación por Alfonso XIII |
| ------------------------- | ----------------------------------------------------- | ------------------------- |
| i                         | Ramón Martínez de Campos y Rivera                     | 1891-1929                 |
| ii                        | Arsenio Martínez de Campos y de la Viesca             | 1930-1956                 |
| iii                       | María del Pilar Martínez de Campos y Rodríguez-Garzón | 1959-1996                 |
| iv                        | Arsenio Vilallonga y Martínez de Campos               | 1996-actual titular       |

## Historia de los duques de Seo de Urgel
- Ramón Martínez de Campos y Rivera (1863-1930), i duque de Seo de Urgel, ii marqués de Martínez de Campos.

1. Casó con María Clotilde de la Viesca y Róiz de la Parra. Le sucedió su hijo:

- Arsenio Martínez de Campos y de la Viesca (1889-1956), ii duque de Seo de Urgel, iii marqués de Martínez de Campos, iii marqués de la Viesca de la Sierra, gentilhombre grande de España con ejercicio y servidumbre del Rey Alfonso XIII.

1. Casó con María de los Dolores Rodríguez-Garzón y Limón, Dama de la Reina Victoria Eugenia de España. Le sucedió su hija:

- María del Pilar Martínez de Campos y Rodríguez-Garzón (1919-1996), iii duquesa de Seo de Urgel, iv marquesa de Martínez de Campos, iv vizcondesa de la Nava del Rey.

1. Casó con Lorenzo Vilallonga y Lacave. Le sucedió su hijo:

- Arsenio Vilallonga y Martínez de Campos (n. en 1948), iv duque de Seo de Urgel, v marqués de Martínez de Campos.

1. Casó con Laura Casaus y Sánchez.